# Véronique Tadjo
Véronique Tadjo (Parigi, 21 luglio 1955) è una scrittrice e poetessa ivoriana.
Si è laureata presso l'Università di Abidjan e ha conseguito il dottorato alla Sorbona. Nel 1983 ha ricevuto il premio letterario della Agence de Cooperation Culturelle et Technique e nel 1993 è stata premiata dall'UNICEF per le sue opere di letteratura per bambini. Ha vissuto a lungo a Londra, per poi trasferirsi in Africa orientale.

## Elenco parziale delle opere
- Latérite (poesie, 1984)
- La Chanson de la vie (per bambini, 1990)
- L'ombre d'Imana (2000)
- Le Royaume aveugle (romanzo, 1991).
- l'amitiè